# Примо де Ривера, Хоакин
Хоакин Примо де Ривера-и-Перес де Акаль (исп. Joaquín Primo de Rivera y Pérez de Acal; род. 23 июля 1734, — 23 октября 1800,) — губернатор Испанской Гвинеи в 1778—1781 годах.

## Биография
Его военная карьера началась в 1751 году в возрасте 16 лет в качестве кадета фиксированного батальона Короны на Пласа-де-Веракрус. Оттуда он попросил разрешения переехать в Испанию, чтобы продолжить королевскую службу. Он женился в Альхесирасе 28 сентября 1773 года на Антонии Эулалии Ортис де Пинедо-и-Муньос, уроженке Альхесираса. Он служил более 41 года в различных армиях и ополчениях в Мексике, Андалусии, Сеуте, Канарских островах, Панаме, Буэнос-Айресе, Гвинее, Бразилии и, наконец, Маракайбо. В дополнение к участию в постоянном батальоне Короны Веракруса, в Королевском артиллерийском корпусе и в качестве главнокомандующего в новых учреждениях на побережье Испанской Гвинеи, которыми он завладел в 1778 году форма поставила их под юрисдикцию нового вице-королевства Рио-де-ла-Плата.
Он прибыл в Маракайбо в 1786 году в звании полковника, чтобы принять на себя политическое и военное управление провинцией по королевскому постановлению. Согласно свидетельству городского совета Маракайбо, он вступил в должность в 1787 году. Он был солдатом с особыми качествами для выполнения административных функций, по сути, испанская корона признала его эффективность в каждой из наград, объектом которых он был. В честь его заслуг и заслуг Королевским орденом 24 марта 1791 года король пожаловал ему Королевскую милость титула I маркиза Бахамара. Точно так же совет Маракайбо в 1792 году дал ему общественное признание, отметив его лояльность и верность.